# Jeune Afrique
Jeune Afrique es una revista semanal publicada en París y fundada en Túnez por Béchir Ben Yahmed el 17 de octubre de 1960. La información abarca las esferas política, económica y cultural de África, con especial atención a los países de habla francesa y del Magreb. 
Jeune Afrique pertenece al Groupe Jeune Afrique, que también publica la revista mensual Afrique Magazine, la bimensual revista La Revue y The Africa Report, en inglés.